# ميتشيل هيغينبوثمان
ميتشيل هيغينبوثمان (بالإنجليزية: Mitchell Higginbotham)‏ هو ضابط وطيار أمريكي، ولد في 2 مارس 1921 في أمهيرست في الولايات المتحدة، وتوفي في 14 فبراير 2016 في رانتشو ميراج في الولايات المتحدة.